# USNS William McLean (T-AKE-12)
USNS William McLean (T-AKE-12) – okręt zaopatrzeniowy typu Lewis and Clark należący do US Navy. Nazwa statku upamiętnia Williama McLeana – amerykańskiego fizyka.
Kontrakt na budowę statku podpisano 12 grudnia 2008 roku w San Diego (stan Kalifornia). Stępka została położona 26 marca 2010 roku. Wodowanie i ochrzczenie jednostki miało miejsce 16 kwietnia 2011 roku, a matką chrzestną została siostrzenica patrona okrętu – Margaret Taylor. USNS „William McLean” ma wejść do czynnej służby w drugiej połowie 2011 roku.
USNS „William McLean” jest dwunastym okrętem typu Lewis and Clark. Jego załogę ma stanowić 123 marynarzy służby cywilnej i 49 marynarzy Marynarki Wojennej.